# کارلوس ایسکیا
کارلوس ایسکیا (انگلیسی: Carlos Ischia؛ زادهٔ ۲۸ اکتبر ۱۹۵۶) بازیکن فوتبال اهل آرژانتین است.
از باشگاه‌هایی که در آن بازی کرده‌است می‌توان به باشگاه فوتبال ولز سارسفیلد و باشگاه ورزشی اتلتیکو جونیور اشاره کرد.
وی همچنین در تیم ملی فوتبال آرژانتین بازی کرده‌است.